# Hafravatn
Der Hafravatn ist ein See in Island. Er liegt rund 14 km entfernt von der isländischen Hauptstadt Reykjavík auf dem Gemeindegebiet von Mosfellsbær. 

## Geografie
Der See befindet sich südöstlich der Palagonitrücken Úlfarsfell. Südwestlich des Hafravatn liegt der See Langavatn. Östlich des Sees liegt der Berg Hafrahlíð. 
Die Fläche des Hafravatn beträgt 1,02 km², der See erreicht eine Tiefe von maximal 28 m. Der See wird durch den Fluss Seljadalsá gespeist. Der Abfluss des Sees ist der Úlfarsá.

## Tourismus
Um Ufer des Sees findet man Ferienhäuser und die Ruinen eines Schafspferchs.

## Fische
Im See findet man Wandersaiblinge und Forellen, selten auch Lachse.

## Verkehr
Am Ostufer des Sees verläuft der Hafravatnsvegur (Straße 4035).